# Георгантас, Николаос
Нико́лаос Георганта́с (греч. Νικόλαος Γεωργαντάς; 12 марта 1880, Стено — 23 ноября 1958) — греческий легкоатлет и перетягиватель каната, бронзовый призёр летних Олимпийских игр 1904.
На Играх 1904 в Сент-Луисе в лёгкой атлетике Георгантас участвовал в двух соревнованиях. Он выиграл бронзовую медаль в метании диска, а также начал участие в состязании по толканию ядра, но отказался продолжить. В перетягивании каната его команда проиграла в первой встрече с американской команде.
На неофициальных Олимпийских играх 1906 в Афинах Георгантас выиграл золотую медаль в метании камня и две серебряные награды в метании диска свободным и греческим стилями. Однако эти медали не признаются Международным олимпийским комитетом, так как Игры прошли без его согласия.
Через два года Георгантас участвовал в летних Олимпийских играх 1908 в Лондоне. Он принял участие в четырёх легкоатлетических дисциплинах — толкание ядра, метание копья свободным стилем и метание диска свободным и греческим стилями. Лучший его результат был в последнем соревновании, в котором он занял шестое место.